# GEBAG
Die Gebag Duisburger Baugesellschaft mbH (Eigenschreibweise: GEBAG) ist eine kommunale Wohnungsbaugesellschaft mit Sitz in Duisburg. Sie ist tätig in der Bewirtschaftung des eigenen Wohnungsbestands und betreibt darüber hinaus Flächenentwicklung für die immobilienwirtschaftliche Nutzung. 2023 verwaltete das Unternehmen über 12.650 Wohnungen und erzielte einen Umsatz von 125,7 Millionen Euro.

## Geschichte
Die Gebag wurde am 24. Dezember 1872 als Duisburger gemeinnützige Actien-Baugesellschaft gegründet, um bezahlbaren Wohnraum für die wachsende Arbeiterbevölkerung in Duisburg bereitzustellen. Bereits im Jahr 1873 erwarb die Gebag ihre ersten Baugrundstücke und begann sowohl Miet- als auch Eigentumshäuser zu bauen. Um die Baukosten zu senken und die Baupreise stabil zu halten, produzierte die Gebag die Baumaterialien hauptsächlich selbst.
1922 wurde die Gebag eine kommunale Wohnungsbaugesellschaft und von 1932 bis 1990, bis zur Aufhebung des Wohnungsgemeinnützigkeitsgesetzes, wurde die Gebag offiziell als gemeinnütziges Wohnungsunternehmen anerkannt. 1934 baute die Gebag ihre Verwaltung aus und übernahm fast den gesamten städtischen Wohnbaubesitz.
Während des Zweiten Weltkriegs erlitt die Gesellschaft erhebliche Verluste. Bei Bombenangriffen im Jahr 1944 wurde das Hauptgebäude der Gebag in der Tonhallenstraße zerstört, und mehr als ein Drittel des Wohnungsbestands wurde schwer beschädigt oder vollständig zerstört. In den 1950er und 1960er Jahren trieb die Gebag den Wiederaufbau Duisburgs voran. Der Bestand an Wohnungen wuchs bis 1959 auf über 6000 Einheiten an.
Der Baubeginn der Großsiedlung in Neuenkamp im Jahr 1961 mit über 114 Wohneinheiten war zu dieser Zeit eines der größten Projekte der Gebag. Im darauffolgenden Jahr begann das nächste Großbauprojekt; für die Siedlung am Bruchgrabenbogen errichtete das Unternehmen 17 Blocks mit insgesamt 407 Wohneinheiten. In den folgenden Jahren setzte das Unternehmen den Bau von Mietwohnungen und Eigenheimen fort, wie etwa durch den Bau von 1700 Wohnungen auf dem ehemaligen Zechengelände Neumühl zusammen mit drei weiteren gemeinnützigen Baugesellschaften. Zur gleichen Zeit wurde erstmals im Norden Duisburgs gebaut; dort entstand die Siedlung Am Kreyenbergshof mit 500 Wohnungen, von welchen die Gebag 234 baute. 1969 begann zudem der Bau des Citywohnparks in Hochfeld mit einer Wohnfläche von 30.000 Quadratmetern verteilt auf 420 Wohnungen.
1979 begann die Gebag vermehrt den Bau seniorengerechter Wohnungen und übergab im selben Jahr 223 altersgerechte Wohnungen mit Gemeinschaftseinrichtungen. Zudem modernisierte die Gebag zahlreiche Wohnungen in verschiedenen Siedlungen. Zur selben Zeit bezog das Unternehmen seinen neuen Stammsitz in der Tiergartenstraße.
2009 begann die Gebag das Küppersmühle-Projekt; hierbei handelte es sich um Bau- und Renovierungsarbeiten für das Museum Küppersmühle, bei welchem das Museum mit einem 55 Meter langen und 30 Meter breiten Glaskubus erweitert werden sollte. Aufgrund von Problemen bei der Statik, welche auf Schweißarbeiten am Stahlgerüst zurückgeführt wurden, konnte die Erweiterung nicht umgesetzt werden und stattdessen wurde das Museum zu einem Sanierungsfall. Der Schaden belief sich auf 50 Millionen Euro, die Insolvenz konnte jedoch verhindert werden. Das Unternehmen übertrug die Küppersmühle letztendlich auf das Ehepaar Ströher und leistete eine Abstandszahlung zur Aufhebung der Fertigstellungsgarantie. Weiterhin wurde in diesem Zusammenhang ein ehemaliges Vorstandsmitglied zu Entschädigungsstrafen von über 5 Millionen Euro verurteilt.
Im Jahr 2011 wurde das Unternehmen von einer Aktiengesellschaft in eine GmbH umgewandelt, um die Führungsebene nach der finanziellen Krise infolge des Küppersmühle-Projekts neu zu strukturieren und das Unternehmen neu aufzustellen.
Mit dem Beginn der 2010er-Jahre erweiterten sich die Geschäftsfelder der Gebag um Stadt- und Flächenentwicklungsprojekte. Seit 2017 ist die Gebag mit der Erschließung großer Flächen wie dem Mercatorviertel und dem 6-Seen-Wedau beschäftigt. Die Fläche für die 6-Seen-Wedau mit einer Größe von ca. 60 Hektar wurde der Deutschen Bahn abgekauft und soll neben Wohn- und Gewerbeeinheiten auch Kitas, eine Schule und ein Nahversorgungszentrum erhalten. Nördlich dieser Fläche entwickelt die Gebag auf 30 Hektar großen Fläche das Technologie-Quartier-Wedau. Dieses soll neue Campusflächen für die Universität Duisburg-Essen enthalten, außerdem wird der Sportparks Duisburg erweitert sowie ein Innovationscampus für Forschungs- und Entwicklungsfirmen und Start-ups eingerichtet.
Gleichzeitig entwickelt Gebag auch das 30 Hektar große Bahngelände des ehemaligen Duisburger Güterbahnhofs, wo sich das Unglück bei der Loveparade 2010 ereignete. Das Grundstück wurde 2018 erworben, nachdem es bereits jahrelang brach gelegen hatte.
Am 4. Dezember 2024 hat der Rat der Stadt Duisburg eine Umstrukturierung der Gebag beschlossen. Demnach sollen Teile an die Stadt übergehen und das Personal halbiert werden.

## Unternehmensstruktur
Die Gebag Duisburger Baugesellschaft mbH ist die Muttergesellschaft des Gebag-Konzerns. Im Geschäftsjahr 2023 erzielte der Konzern einen Umsatz von 125,7 Millionen Euro und beschäftigte über 202 Mitarbeiter. Weiterhin verfügt das Unternehmen über einen Bestand von über 12.650 Wohnungen.
Geschäftsführer ist Winand Schneider.

### Geschäftsfelder
Die Gebag ist die kommunale Wohnungsbaugesellschaft der Stadt Duisburg und bewirtschaftet einen Bestand von über 12.650 Wohnungen, inklusive von Instandhaltung und Modernisierung sowie dem Sozial- und Quartiersmanagement in den Wohnquartieren. Sie ist ausschließlich auf Duisburger Stadtgebiet tätig und baut nur für den eigenen Bestand.
Zudem tritt sie seit 2017 auch als Stadt- und Flächenentwicklerin auf. Zu den Stadtentwicklungsprojekten zählen beispielsweise 6-Seen-Wedau, das Stand 2024 größte Stadtentwicklungsprojekt in Nordrhein-Westfalen mit 3000 geplanten Wohneinheiten. Weiterhin werden die Duisburger Dünen und das Technologie-Quartier-Wedau mit einer Fläche von jeweils 30 Hektar entwickelt.
Die Gebag ist mit der technischen und kaufmännischen Geschäfts- und Betriebsführung aller städtischen Kitas beauftragt. Diese wurden in das städtische Sondervermögen für den Kinder- und Jugendbereich Duisburg (kurz: SVK) eingelegt.

### Beteiligungen
Die Gebag unterhält verschiedene Tochtergesellschaften. Hierzu gehören die Gebag Flächenentwicklungsgesellschaft mbH, die Gebag Projektentwicklungsgesellschaft mbH und die Duisburger Stadionmanagement GmbH, über welche die Duisburger Schauinsland-Reisen-Arena kaufmännisch und technisch bewirtschaftet wird. Weiterhin bestehen Beteiligungen an der Projektgesellschaft Technologiezentrum Wedau mbH, der Duisburg Business & Innovation GmbH, der Projektgesellschaft Urban Zero Ruhrort mbH und an der Urbane Zukunft Ruhr GmbH, welche durch nachhaltige Stadtentwicklung die Lebensqualität in Duisburg-Hochfeld verbessern soll.

## Auszeichnungen (Auswahl)
- 2018: Auszeichnung als Big Beautiful Building für den City-Wohnpark.[34][35]
- 2021: Polis Award für Stadt- und Projektentwicklung in der Kategorie Kommunikative Stadtgestaltung für das Projekt Am Alten Güterbahnhof.[36][37][38]
- 2023: German Brand Award in der Kategorie Brand Communication – Print für den Geschäftsbericht 360 Grad. Agenda 2021.[39][40]